# Héricourt (Pas-de-Calais)
Héricourt é uma comuna francesa na região administrativa de Altos da França, no departamento de Pas-de-Calais. Estende-se por uma área de 4,95 km². Em 2010 a comuna tinha 98 habitantes (densidade: 19,8 hab./km²).